# FGC-9
 (novembre 2020).
Le FGC-9 est un PCC (Pistol Caliber Carbine) semi-automatique réalisable soi-même en impression 3D, mis à disposition du public en mars 2020. C'est à Derwood que le FGC-9 doit la majeure partie de sa conception et sa première réalisation. Il a ensuite été cloné par JStark1809, un concepteur underground d'armes européen. 
Le FGC-9 est basé sur le pistolet Shuty AP-9, qui a été intensivement testé, et décliné en six autres versions dont le dernier WTF-9 plus compact ne nécessitant pas de tube de ressort récupérateur en partie arrière. Le concepteur a créé cette arme avec le souci de ne pas utiliser une seule pièce d'arme à feu réglementée au sens de la législation européenne de manière à permettre à n'importe quel citoyen d'un pays avec des lois restrictives sur les armes de le construire. (Le groupe de détente issu de l'AR-15, réglementé dans certains pays européens, peut-être remplacé par des pièces d'airsoft, à modifier)
Les fichiers décrivant la fabrication de cette arme sont largement disponibles sur internet, et à octobre 2020, aucun recours légal pour supprimer ces fichiers n'était connu.

## Étymologie
FGC-9 est l'acronyme de « Fuck Gun Control », qui pourrait se traduire en français par « J'emmerde le contrôle des armes ». Le chiffre 9 fait référence au calibre 9mm Luger ou 9x19 Parabellum, calibre autour duquel l'arme a été conçue.

## Origine
Le FGC-9 a été conçu et fabriqué initialement entre 2018 et 2020 par JStark1809, un concepteur underground d'armes européen, avec la contribution d'un groupe de développeurs des fichiers d'armes 3D nommé Deterrence Dispensed. Les fichiers du FGC-9 ont été publiés le 27 mars 2020 par Deterrence Dispensed et JStark1809. Son design est basé sur celui du Shuty AP-9 avec quelques modification remarquables. Le « Shuty » est conçu autour de certaines pièces usinées, comme par exemple le canon, ce qui rend sa réalisation très complexe pour les constructeurs en herbe dans des pays réglementant ce type de composants, ou pour ceux qui n'ont pas accès à des machines d'usinage.
Le FGC-9 n’utilise pas de pièces usinées. Les compétences nécessaires sont moindres que pour le Shuty. Il a été conçu en pensant aux européens (et aux pièces accessibles ou non en Europe). Les éléments de fixations et les matériaux de construction sont au standard métrique. Le magasin peut-être imprimé en 3D, et le tout fonctionne sans le besoin de pièce réglementée ou de pièce détachée d'arme. Le canon peut-être réalisé de différentes manières, dont la méthode d'usinage électrochimique (Electrochemical Machining ou ECM en anglais). Le concepteur « Jeffrod » a été un pionnier dans la mise en œuvre du processus de rayage par usinage électrochimique, qui a ensuite été amélioré par « Ivan The Troll ». Ces simplification ainsi que la rédaction par « JStark1809 » d'un manuel d'instructions détaillées décrivant la réalisation de l'arme rendent possible la construction du FGC-9 pour des utilisateurs qui ne sont pas familiers avec la construction d'armes à feu. Une importante mise à jour, le « MkII » a été annoncée le 23 octobre 2020 par En Bloc Press. « JStark1809 » a conçu le MkII avec l'aide des concepteurs « 3socksandcrocs » et « Ivan The Troll ». 
Les fichiers du FGC-9 ont été diffusés en open-source sur DEFCAD par JStark1809 puis sur différentes plateformes par Deterrence Dispensed. Depuis leur diffusion les fichiers ont été largement partagés sur des sites internet d'armes à feu et de partage de fichiers. Les plans du FGC-9 n'ont pas été interdits, et contrairement à d'autres armes à feu imprimées 3D comme le Liberator, ils n'ont pas été spécifiquement ciblés par des organisations gouvernementales, bien que les lois sur les armes à feu dans la plupart des pays s'appliquent à lui et aux autres armes imprimées 3D.  
En septembre 2024, le quotidien américain le New York Times a établi formellement un lien entre celui qui se fait appeler « Ivan The Troll » (à l'origine de modifications et d'adaptations décisives pour la diffusion massive du FGC-9) et un américain de 26 ans, répondant au nom de John Elik. Il est  également apparu dans les conclusions de l’enquête du New York Times que la tante de John Elik, n’est autre que Amy Elik, une élue Républicaine pro-armes de l’Illinois, opposée aux projets de lois de son Etat contre la prolifération des armes fantômes, en ce compris les armes 3D.  

## Utilisateurs
De nombreux groupes utilisent le FGC-9 notamment la Force de défense du peuple, une guérilla en Birmanie.
le 5 février 2024, en France et en Belgique, 300 gendarmes ont été mobilisés pour interpeller 14 personnes, récupérer 8 imprimantes 3D et 7 armes entièrement fabriquées en impression 3D. Parmi les armes saisies figurent des FGC-9. Une arme de type FGC-9 a été utilisée également en juin 2023 lors d’une tentative d’assassinat manquée : deux personnes sur une moto volée avaient tiré sur des personnes rassemblées devant un commerce du centre de Marseille.